# Aleksandr Zguridi

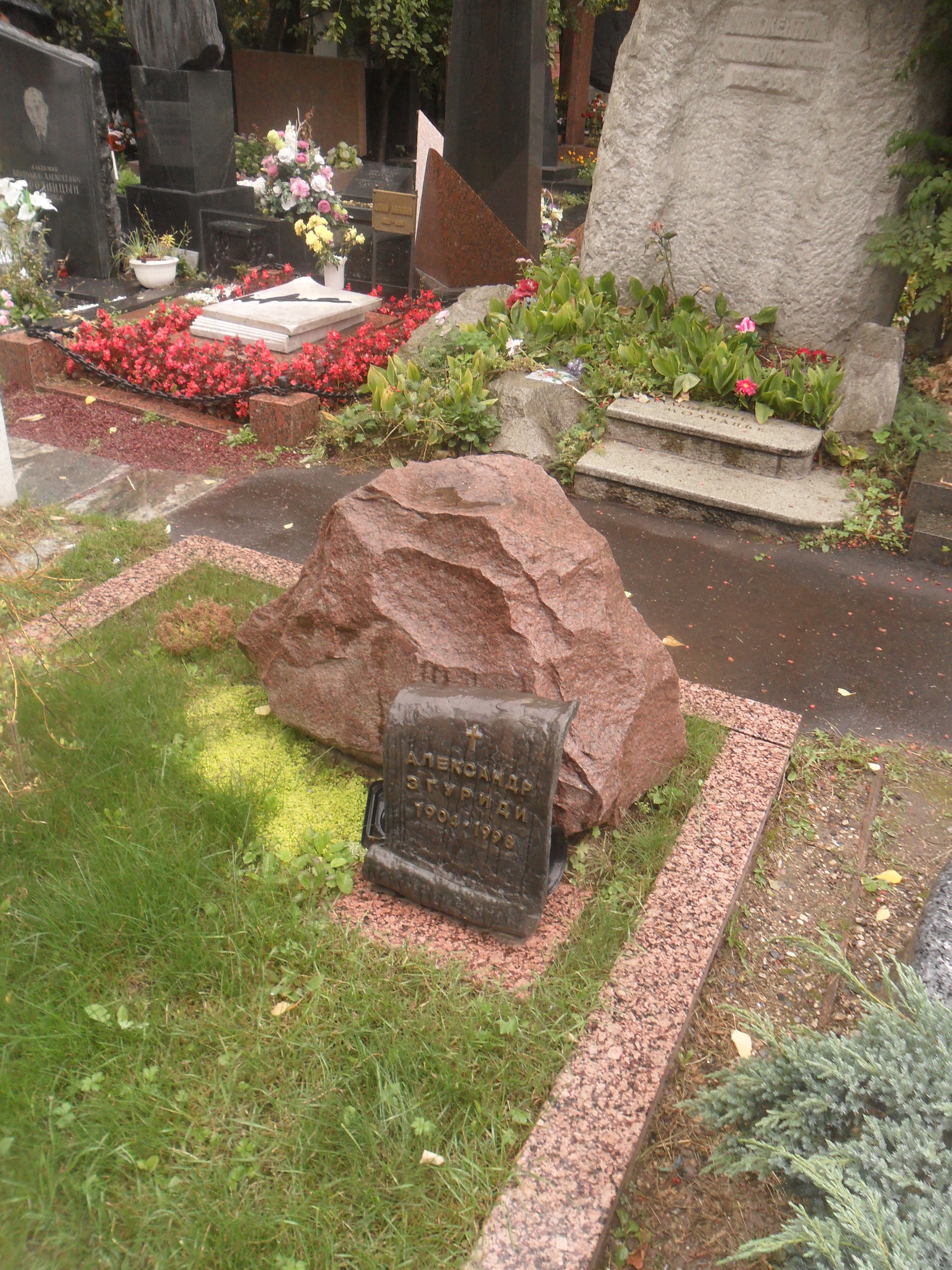
Grób Aleksandra Zguridiego na Cmentarzu Nowodziewiczym w Moskwie

Aleksandr Michajłowicz Zguridi (ros. Александр Михайлович Згуриди; ur. 10 lutego?/23 lutego 1904 w Saratowie, zm. 16 września 1998 w Moskwie) – radziecki reżyser filmowy oraz scenarzysta, jeden z prekursorów filmu popularnonaukowego w ZSRR. Trzykrotny laureat Nagrody Stalinowskiej (1941, 1946, 1950). Ludowy Artysta RFSRR (1950), Ludowy Artysta ZSRR (1969).

## Życiorys
Ukończył kursy prawnicze przy Uniwersytecie Saratowskim. W 1930 roku nawiązał kontakt z Instytutem Mikrobiologii i Epidemiologii w Saratowie, gdzie w 1931 roku zrealizował swój pierwszy film Strongilidy – o pasożytach atakującym konie. W 1932 roku rozpoczął pracę w Moskiewskiej Wytwórni Filmów Oświatowych. W 1938 roku stworzył pierwszy rosyjski pełnometrażowy film oświatowy W głębinach morza. W moskiewskiej wytwórni powstały także inne jego filmy popularnonaukowe, które zdobywały nagrody na międzynarodowych festiwalach, m.in. W piaskach środkowej Azji (1943, nagroda w Wenecji 1946), Opowieść leśna (1950, nagroda w Karlowych Warach), Wśród lodów oceanu (1953, nagrody w Edynburgu, Locarno, Londynie), W wodach Pacyfiku (1957, nagrody w Moskwie i Rzymie), Przygody w dżungli (1959, nagroda w Mińsku 1960), Dorogoj priedkow (1962, nagroda w Wenecji), W krainach dziwnych zwierząt (1965, Srebrny Lew w Wenecji).
Zrealizował także filmy fabularne, m.in. Biały Kieł na podstawie powieści Jacka Londona (1946), Ogień w kniei (1954), Słoń z indyjskiej dżungli (1971), Bystronogi (1981), Ulubieniec publiczności (1985), Balerina (1993).
Został pochowany na Cmentarzu Nowodziewiczym w Moskwie.

## Filmografia
- 1931: Strongilidy
- 1935: Życie ptaków
- 1936: Kryłatyje gosti
- 1936: Wzdłuż Wołgi
- 1938: W głębinach morza
- 1941: Siła życia
- 1943: W piaskach środkowej Azji
- 1946: Biały Kieł
- 1950: Opowieść leśna
- 1950: Tajny prirody/Secrets of Nature (wraz z Israelem M. Bermanem i Borisem Dolinem)
- 1953: Wśród lodów oceanu
- 1954: Ogień w kniei
- 1957: W wodach Pacyfiku
- 1959: Przygody w dżungli
- 1962: Dorogoj priedkow
- 1965: W krainach dziwnych zwierząt
- 1967: Leśna symfonia
- 1971: Słoń z indyjskiej dżungli (wraz z M.S. Sathyu)
- 1973: Dikaja żyzń Gondawny
- 1975: Rikki-Tikki-Tawi
- 1979: Zaczem babirussie kłyki?
- 1981: Aborigieny Antarktidy
- 1981: Bystronogi (wraz z Naną Kldiaszwili)
- 1985: Ulubieniec publiczności (wraz z Naną Kldiaszwili)
- 1987: W diebriach, gdie rieki biegut… (wraz z Naną Kldiaszwili)
- 1991: Sobaczje szczastje (wraz z Naną Kldiaszwili)
- 1993: Balerina (wraz z Naną Kldiaszwili)
- 1995: Liza i Eliza (wraz z Naną Kldiaszwili)

## Nagrody i odznaczenia
- Medal Sierp i Młot Bohatera Pracy Socjalistycznej (14 grudnia 1990[2])
- Order Znak Honoru (23 maja 1940)
- Order Lenina (trzykrotnie, m.in. 22 lutego 1984 i 14 grudnia 1990)
- Order Czerwonego Sztandaru Pracy (6 marca 1950, 21 lutego 1964 i 22 lutego 1974)
- Nagroda Stalinowska (1941, 1946, 1950)
- Ludowy Artysta RFSRR (1950)
- Ludowy Artysta ZSRR (1969)